# Интегрированная среда разработки
 Интегри́рованная среда́ разрабо́тки, ИСP (англ. integrated development environment — IDE), также единая среда разработки, ЕСР — комплекс программных средств, используемый программистами для разработки программного обеспечения (ПО).
Среда разработки включает в себя:
- текстовый редактор,
- транслятор (компилятор и/или интерпретатор),
- средства автоматизации сборки.

Иногда содержит также средства для интеграции с системами управления версиями и разнообразные инструменты для упрощения конструирования графического интерфейса пользователя. Многие современные среды разработки также включают браузер классов, инспектор объектов и диаграмму иерархии классов для использования при объектно-ориентированной разработке ПО. ИСР обычно предназначены для нескольких языков программирования — такие как IntelliJ IDEA, NetBeans, Eclipse, Qt Creator, Geany, Embarcadero RAD Studio, Code::Blocks, Xcode, Dev-C++ или Microsoft Visual Studio, но есть и IDE для одного определённого языка программирования — как, например, Visual Basic или Delphi.
Частный случай ИСР — среды визуальной разработки, которые включают в себя возможность наглядного редактирования интерфейса программы.

## Обзор
Использование ИСР для разработки программного обеспечения является прямой противоположностью способу, в котором используются несвязанные инструменты, такие как текстовый редактор, компилятор, и т. п. Интегрированные среды разработки были созданы для того, чтобы максимизировать производительность программиста благодаря тесно связанным компонентам с простыми пользовательскими интерфейсами. Это позволяет разработчику сделать меньше действий для переключения различных режимов, в отличие от дискретных программ разработки. Однако так как ИСР является сложным программным комплексом, то среда разработки сможет качественно ускорить процесс разработки ПО лишь после специального обучения. Для уменьшения барьера вхождения многие достаточно интерактивны, а для облегчения перехода с одной на другую интерфейс у одного производителя максимально близок, вплоть до использования одной ИСР.
ИСР обычно представляет собой единственную программу, в которой проводится вся разработка. Она, как правило, содержит много функций для создания, изменения, компилирования, развертывания и отладки программного обеспечения. Цель интегрированной среды заключается в том, чтобы объединить различные утилиты в одном модуле, который позволит абстрагироваться от выполнения вспомогательных задач, тем самым позволяя программисту сосредоточиться на решении собственно алгоритмической задачи и избежать потерь времени при выполнении типичных технических действий (например, вызове компилятора). Таким образом, повышается производительность труда разработчика. Также считается, что тесная интеграция задач разработки может далее повысить производительность за счёт возможности введения дополнительных функций на промежуточных этапах работы. Например, ИСР позволяет проанализировать код и тем самым обеспечить мгновенную обратную связь и уведомить о синтаксических ошибках.
Большинство современных ИСР являются графическими. Но первые ИСР использовались ещё до того, как стали широко применяться операционные системы с графическим интерфейсом — они были основаны на текстовом интерфейсе с использованием функциональных и горячих клавиш для вызова различных функций (например, Turbo Pascal, созданный фирмой Borland).

## История
Первые ИСР были созданы для работы через консоль или терминал, которые сами по себе были новинкой: до того программы создавались на бумаге, вводились в машину с помощью предварительно подготовленных бумажных носителей (перфокарт, перфолент) и т. д.
Dartmouth BASIC был первым языком, который был создан с ИСР, и был также первым, который был разработан для использования в консоли или терминале. Эта ИСР (часть Dartmouth Time Sharing System) управлялась при помощи команд, поэтому существенно отличалась от более поздних, управляемых с помощью меню и горячих клавиш, и тем более графических ИСР, распространённых в XXI веке. Однако она позволяла править исходный код, управлять файлами, компилировать, отлаживать и выполнять программы способом, принципиально подобным современным ИСР.
Maestro I — продукт от Softlab Munich, был первой в мире интегрированной средой разработки для программного обеспечения в 1975 г. и, возможно, мировым лидером в этой рыночной нише в течение 1970-х и 1980-х годов. Он был установлен у 22 000 программистов во всем мире. До 1989 года  6 000 копий было установлено в Федеративной Республике Германия. Ныне Maestro I принадлежит истории и может быть найден разве что в Музее информационной технологии в Арлингтоне.
Одной из первых ИСР с возможностью подключения плагинов была Softbench.

## Пометки в комментариях
Единые среды разработки также часто поддерживают пометки в комментариях в исходном тексте программ, отмечающие места, требующие внимания в будущем или предполагающие внесение изменений в дальнейшем, такие как TODO, FIXME и т. п.